# Dysk audio 5.1
DTS-CD, DTS Audio CD lub 5.1 Music Disc (nazwa oficjalna) to płyta audio CD zawierająca muzykę w formacie surround sound. Jest to prekursor formatu DVD-Audio. Fizycznie płyta jest zgodna ze standardem CD-Audio, inny jest jednak sposób zapisu dźwięku. Zwykłe płyty CD zawierają muzykę w zapisie linearnym PCM, zaś na płytach DTS-CD muzyka zapisana jest w formacie DTS, z taką samą prędkością bitową jak w przypadku zwykłego 16-bitowego PCM, zwykle 1,411,200 bitów/s lub w przybliżeniu 1,378 Kb/s.
W przeciwieństwie do innych formatów, jak na przykład SACD czy DVD-Audio, które wymagają specjalnego odtwarzacza, płyty DTS-CD są kompatybilne z większością standardowych odtwarzaczy CD z wyjściem cyfrowym (S/PDIF). Odtwarzacze CD i DVD rozpoznają dyski DTS-CD jako zwykłe płyty CD.
Wymagany jest jedynie odbiornik posiadający możliwość dekodowania strumienia DTS. 